# Paul Dan
Paul Dan (* 6. November 1944; † 1. Mai 2023) war ein rumänischer Pianist und Musiklehrer.
Dan war Schüler von Joseph Willer, Ella Philip, Georg Halmos und Florica Musicescu, der Lehrerin von Dinu Lipatti und Radu Lupu und studierte an den Musikhochschulen von Klausenburg und Bukarest. 1968 gewann er den Förderpreis des Bach-Wettbewerbs in Leipzig und konnte seine Ausbildung mit einem Stipendium des Deutschen Akademischen Austausch Dienstes (DAAD) in der Meisterklasse von Hugo Steurer in München fortsetzen, die er mit Auszeichnung abschloss. Seit 1973 war er Gastprofessor an der Musashino Academia Musicae in Tokio, seit 1978 ist er Professor für Klavier und Kammermusik an der Staatlichen Hochschule für Musik und Darstellende Kunst in Mannheim.
Als Solist trat Dan unter anderem mit den Wiener Symphonikern, den Stuttgarter Symphonikern, den New Japan Philharmonics, dem Tokyo Symphony Orchestra und dem Tokyo Metropolitan Symphony Orchestra auf. Daneben bildete die Kammermusik einen Schwerpunkt seiner Aktivitäten. Er arbeitete u. a. mit Aldo Baldin, Shmuel Ashkenasi, Ulf Hoelscher, Wanda Wilkomirska, Enrique Santiago, Daniel Grosgurin, Angelica May und dem Auryn Quartett zusammen. 
Dan spielte neben dem klassischen Klavierrepertoire auch die Werke von George Enescu, von Komponisten der Mannheimer Schule sowie Erst- und Uraufführungen von Werken zeitgenössischer Komponisten wie Ernst Krenek, Ernst Toch, Hans Vogt und Peter Michael Braun. 
1996 zog er sich aus gesundheitlichen Gründen aus dem Konzertleben zurück und wirkte danach ausschließlich als Lehrer. Zu seinen Schülern zählten u. a. Valentin Schiedermair, Virginia Surloiu-Vitéz, Peter Tilling, Asli Kilic, Ivo Hentschel, Annette Volkamer, Kai Adomeit, Caroline Fischer, Jens Schlichting und Christopher Espenschied.